# كلايتون (مقاطعة كروفورد)
كلايتون، مقاطعة كروفورد (بالإنجليزية: Clayton, Crawford County, Wisconsin)‏ هي بلدة تقع بولاية ويسكونسن في الولايات المتحدة. تبلغ مساحتها 179.3 (كم²)، وترتفع عن سطح البحر 340 م، بلغ عدد سكانها 956 نسمة في عام 2000 حسب إحصاء مكتب تعداد الولايات المتحدة وتصل الكثافة السكانية فيها 5.3 نسمة/كم2.

## وصلات خارجية
- The US50 - Cities and Towns in Wisconsin State
- Wisconsin Cities and Towns, Facts, Map, Flag, Colleges, Government, and More